# Oskar Seyffert (Philologe)
Oskar Seyffert (* 23. Januar 1841 in Crossen/Oder; † 1. Juli 1906 in Bad Homburg vor der Höhe) war ein deutscher Klassischer Philologe und Gymnasiallehrer, der von 1865 bis 1905 am Berliner Sophien-Gymnasium unterrichtete. Er ist vor allem durch sein Lexikon der klassischen Altertumskunde (1882) und als Herausgeber der Berliner Philologischen Wochenschrift (1884–1906) bekannt.

## Leben
Oskar Seyffert, der Sohn des Kommissionärs August Seyffert, besuchte die Bürgerschule seiner Heimatstadt. Nach dem Tod des Vaters 1849 wuchs er allein bei der Mutter auf. Ab 1855 besuchte Oskar Seyffert das Joachimsthalsche Gymnasium in Berlin; im folgenden Jahr starb seine Mutter, so dass er im Alter von 15 Jahren Vollwaise war. Er schloss sich in der folgenden Zeit an seine Lehrer an, denen er lange ein ehrendes Andenken behielt. Nach der Reifeprüfung (1860) studierte Seyffert an der Berliner Universität Klassische Philologie. Zu seinen akademischen Lehrern zählten August Boeckh, Moriz Haupt, Theodor Mommsen, Karl Müllenhoff und Friedrich Adolf Trendelenburg. Am 2. Juli 1864 wurde Seyffert mit einer Dissertation über die Metrik der Plautus-Komödien zum Dr. phil. promoviert; die Schrift widmete er seinen ehemaligen Lehrern am „Joachimsthal“ Friedrich Wilhelm Gustav Kießling und Hermann Usener.
Zum 1. Oktober 1864 trat Seyffert sein Probejahr im preußischen Schuldienst an. Er unterrichtete am Gymnasium in Frankfurt an der Oder und am Gymnasium zum Grauen Kloster in Berlin. Am 25. Januar 1865 absolvierte er die Lehramtsprüfung in den Fächern Griechisch, Latein, philosophische Propädeutik und Deutsch (für alle Klassen) sowie Religion und Mathematik (für die Quarta). Bereits zum Ende des Probejahres am 1. Oktober 1865 erhielt er eine Festanstellung als ordentlicher Lehrer am Sophien-Gymnasium in Berlin, wo er seine gesamte weitere Laufbahn verbrachte. Ab dem 1. April 1868 verwaltete Seyffert die Lehrerbibliothek der Schule. Zum 1. April 1872 wurde er zum Oberlehrer befördert und am 20. April 1885 zum Gymnasialprofessor ernannt. Kurz darauf lehnte er das Angebot ab, eine außerordentliche Professur für Klassische Philologie an der Universität Königsberg zu übernehmen.
Seine Freizeit verbrachte Seyffert mit wissenschaftlichen Studien. Sein Forschungsschwerpunkt war der römische Komödiendichter Plautus. Er verfasste Studien und Literaturberichte zu diesem Dichter, vor allem aber zahlreiche Rezensionen und Anzeigen in verschiedenen Zeitschriften. 1882 veröffentlichte er sein Lexikon der klassischen Altertumskunde, ein populäres Nachschlagewerk, das allerdings weniger in Deutschland als im Ausland Verbreitung fand. In einer gekürzten und überarbeiteten Fassung brachten es die britischen Philologen Henry Nettleship und John Edwin Sandys 1884 auf Englisch heraus. Die englische Ausgabe erfreute sich bis ins 20. Jahrhundert hinein weiter Verbreitung und wurde noch in den 1950er und 1960er Jahren neu bearbeitet. Im Jahr 2000 erschien eine spanische Übersetzung von Toni Cutanda.
Seyfferts wichtigste Tätigkeit war die eines wissenschaftlichen Redakteurs und Rezensenten. 1884 trat er in die Redaktion der Philologischen Wochenschrift ein (ab 1885 Berliner philologische Wochenschrift), die er gemeinsam mit Christian Belger, später mit Karl Fuhr bis zu seinem Tod leitete. Von 1896 bis 1897 redigierte er außerdem zusammen mit Paul Wendland den Jahresbericht über die Fortschritte der klassischen Altertumswissenschaft, eines der wichtigsten Rezensionsorgane in der Altertumswissenschaft. Er gab die Redaktion jedoch wegen der übermäßigen Belastung bereits nach zwei Jahrgängen wieder ab. Seyfferts Gesundheit war zu dieser Zeit, nachdem seine Frau 1891 verstorben war, bereits empfindlich geschwächt.
In den letzten Lebensjahren kämpfte Seyffert mit einer Lungenerkrankung. Wiederholte Kuren in Schlesien (Görbersdorf, Bad Reinerz) stabilisierten seinen Zustand, brachten aber keine Heilung. 1904 erlitt er einen Schlaganfall, der seine rechte Körperhälfte lähmte. Da keine Aussicht auf Besserung bestand, trat Seyffert zum 1. Oktober 1905 in den Ruhestand. Im Winter 1905/06 verschlimmerte sich sein Zustand. Zu Pfingsten 1906 suchte er ein Sanatorium in Bad Homburg vor der Höhe auf, wo er am 1. Juli einer Lungenentzündung erlag. Er wurde auf dem Friedhof der Georgengemeinde am Königstor in Berlin beigesetzt.

## Schriften (Auswahl)
- Quaestionum metricarum particula: De Bacchiacorum versuum usu Plautino. Berlin 1864 (Dissertation)
- Studia Plautina. Berlin 1874 (Schulprogramm)
- Lexikon der klassischen Altertumskunde. Leipzig 1882
  - Englische Ausgabe von Henry Nettleship und John Edwin Sandys: A Dictionary of Classical Antiquities, Mythology, Religion, Literature and Art. London/New York 1884
  - Spanische Ausgabe von Toni Cutanda: Diccionario de mitología griega y romana. Barcelona 2000